# Heteropogon spatulatus
Heteropogon spatulatus là một loài ruồi trong họ Asilidae. Heteropogon spatulatus được Pritchard miêu tả năm 1935. Loài này phân bố ở vùng Tân Bắc giới.